# 515 Athalia
515 Athalia è un asteroide della fascia principale del diametro medio di circa 38,22 km. Scoperto nel 1903, presenta un'orbita caratterizzata da un semiasse maggiore pari a 3,1302620 UA e da un'eccentricità di 0,1681069, inclinata di 2,03610° rispetto all'eclittica.
Il suo nome si riferisce ad Atalia di Giuda, biblica regina di Giuda, figlia di Acab e moglie di Joram.